# Rob Burrow
Rob Burrow (Pontefract, Inglaterra; 26 de septiembre de 1982-Wakefield, Inglaterra; 2 de junio de 2024) fue un jugador de rugby league inglés que jugó en las posiciones de hooker y scrum-half.

## Carrera

### Club
Se unió a los Leeds Rhinos en 1999, donde estuvo los siguientes dos años en su academia. Hace su debut con el primer equipo de Leeds en abril de 2001 apareciendo como suplente en una derrota ante Hull FC. Tiene su primer partido como titular para el club una semana más tarde, anotando en una derrota de 6-36 contra Warrington Wolves. Burrow recibió más oportunidades de primer equipo más tarde en la temporada debido a una lesión sufrida por la mitad del scrum-op-op titular de Leeds Ryan Sheridan, y tuvo una serie de actuaciones impresionantes, sobre todo anotando dos veces en una victoria por 23-18 contra los campeones reinantes St Helens RFC. Fue nombrado Jugador Joven del Año de la Super Liga al final de la temporada.
Burrow jugó en su primera final en la temporada 2003, apareciendo como suplente en la final de la Challenge Cup de 2003 contra Bradford Bulls en el Millennium Stadium de Cardiff, pero sufrió una conmoción cerebral en la primera mitad y salió del juego, el cual Leeds perdió 20-22.
Burrow jugó para el Leeds Rhinos  entrando de cambio en su victoria en la Gran Final de la Super League 2004 contra los Bradford Bulls. Como campeones de la Super League IX, los Rhinos se enfrentaron a los Bulldogs en el World Club Challenge de 2005; Burrow jugó desde el inicio anotando un trie en la victoria de Leeds. Jugó para Leeds en la Final de la Challenge Cup de 2005 como scrum-half en la derrota contra el Hull FC. Más tarde ese año jugó en su derrota en la Gran Final de la Super League 2005 contra los Bradford Bulls.[21] Fue nombrado en el Súper League Dream Team para 2005.
Fue nombrado Jugador del Año de Leeds Rhinos por su actuación durante la temporada 2007, y fue nombrado en el Super League Dream Team ese mismo año junto con sus compañeros Scott Donald, Jamie Peacock y Gareth Ellis. Fue el ganador del premio Harry Sunderland por un hombre de la actuación del partido en la Gran Final de la Super Liga XII de 2007, en la que Leeds derrotó a St. Helens RFC por 33-6.
Burrow fue nombrado en el equipo de ensueño de la Super League para la temporada de la Super Liga XIII de 2008. Jugó en la victoria de la Super League de 2008 en la Gran Final sobre St. Helens.
Burrow jugó en la victoria de la Gran Final de la Super League de 2009 sobre St. Helens RFC en Old Trafford. Burrow jugó en cinco Finales de la Challenge Cup en seis años entre 2010 y 2015, con Leeds Rhinos perdiendo en tres finales consecutivas en 2010, 2011, y 2012. El equipo ganó finales sucesivas en 2014 y 2015.

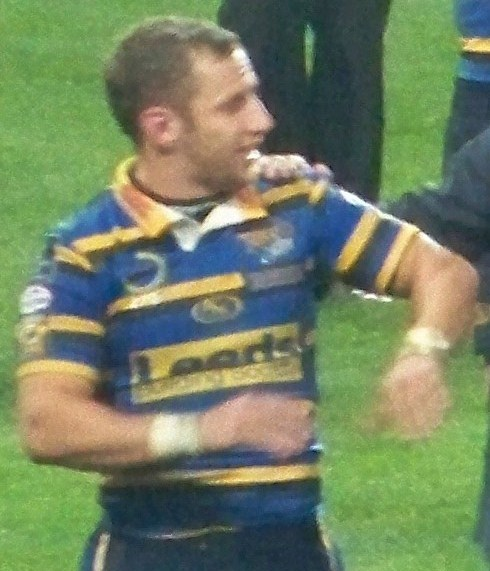
Burrow en la final de la Super League de 2009.

Burrow también jugó en la victoria de 32-16 sobre St Helens RFC en la Gran Final de la Super League 2011, con su primer trie en una carrera en solitario de 50 metros, siendo considerado como uno de los mayores tries en la historia de la Gran Final. Ganó el premio Harry Sunderland por segunda vez cuando fue votado unánimemente como hombre del partido. También jugó en la victoria de la Super League de 2012 sobre los Warrington Wolves, y la victoria en la Gran Final de la Super League 2015 sobre los Wigan Warriors.
Burrow anunció su retiro en 2017. Su último partido fue la Gran Final de la Super League 2017 en la que ayudó a su club Leeds a la victoria sobre los Castleford Tigers en Old Trafford.

### Selección nacional
Burrow hizo su debut con Gran Bretaña en el partido inaugural del equipo de torneo de las tres naciones de 2005 contra Nueva Zelanda. También estuvo en la escuadra para la edición de 2006, pero no jugó.
En junio de 2007 Burrow fue llamado a la escuadra de Gran Bretaña para el partido de prueba contra Francia. Jugó un papel fundamental en ayudar a Gran Bretaña a una victoria de 3o0 sobre Nueva Zelanda en la serie de pruebas Gillette Fusion en 2007. Se adjudicó la medalla George Smith como jugador de la serie que terminó como máximo anotador de puntos con 26 de dos intentos y nueve goles.
Burrow fue seleccionado para la escuadra de Inglaterra para competir en la Copa Mundial de Rugby League de 2008 en Australia. Jugó en el primer partido del Grupo A contra Papúa Nueva Guinea, donde saldría al medio tiempo, donde Inglaterra ganó el partido.
No fue seleccionado para el torneo de las Cuatro Naciones de Inglaterra en la edición de 2011 debido a una lesión en las costillas.

## Vida personal y muerte
Burrow tuvo dos hijas y un hijo con su esposa Lindsey.
Su autobiografía Demasiadas razones para vivir se publicó en 2021, y ganó la Autobiografía del Año en los Premios del Libro Deportivo 2022.
Era fan del equipo estadounidense de fútbol americano de la NFL, los Seattle Seahawks.
El 19 de diciembre de 2019 Burrow reveló que había sido diagnosticado con enfermedad de la motoneurona (MND). En enero de 2020, el partido entre Leeds Rhinos y Bradford Bulls, originalmente programado como un partido testimonial para Jamie Jones-Buchanan, tuvo lugar para ayudar a recaudar fondos en apoyo a Burrow y su familia, con el propio Burrow participando brevemente en el partido.
En septiembre de 2021, se lanzó un llamamiento para construir un nuevo centro de atención para pacientes con MND en el área de Leeds, que sería nombrado el Centro Rob Burrow para la Enfermedad de la Motoneurona. Con la ayuda de su excompañero de equipo de Leeds Kevin Sinfield, se habían recaudado más de 5 millones de euros para el centro de tratamiento a partir de diciembre de 2023.
Burrow fue nombrado miembro de la Orden del Imperio Británico (MBE) en los Honores de Año Nuevo de 2021 por servicios a la liga de rugby y la comunidad de enfermedades neuromotoras, y promovido al Comendador de la Orden del Imperio Británico (CBE) en los Honores de Año Nuevo de 2024 para los servicios a la conciencia de la enfermedad de la motoneurona.
Burrow murió en el Hospital Pinderfields por complicaciones de la enfermedad de la motoneurona el 2 de junio de 2024 a los 41 años, rodeado de su familia y su amigo cercano Kevin Sinfield después de enfermarse a principios de esa semana. Su muerte fue anunciada en la página de Facebook Leeds Rhinos, con quien Burrow jugó toda su carrera profesional.

## Logros

### Club
- Super League (8): 2004, 2007, 2008, 2009, 2011, 2012, 2015, 2017
- League Leader's Shield (3): 2004, 2009, 2015
- Challenge Cup (2): 2014, 2015
- World Club Challenge (3): 2005, 2008, 2012

### Individual
- Jugador Joven del Año: 2001[54]
- Harry Sunderland Trophy: 2007, 2011[15]
- Super League Dream Team: 2005, 2007, 2008[12][14][16]
- Leeds Rhinos Hall of Fame: 2020[55]

### Distinciones
- Miembro de la Orden del Imperio Británico, 2021
- Comendador de la Orden del Imperio Británico, 2024
- Doctorado Honorario de la Ciencia del Deporte por la Leeds Beckett University[56]
- Premio Helen Rollason a la personalidad deportiva del Año por BBC Sports, 2022[57]